# Acropogon macrocarpus
Acropogon macrocarpus är en malvaväxtart som beskrevs av Philippe Morat och Chalopin. Acropogon macrocarpus ingår i släktet Acropogon och familjen malvaväxter. Inga underarter finns listade i Catalogue of Life.